# Mere Lava
Mere Lava (ou Méré Lava, Merelava, Merlav ou Mwerlap) est une île de la mer de Corail, dans le  nord du Vanuatu, située au sud-est de l’archipel des îles Banks. La pointe ouest de l'île est frontalière de l'océan Pacifique.

## Géographie
La superficie de ce cône strombolien est de 18,0 km2 et son point culminant a une altitude de 883 m.
En 2009, elle avait une population de 647 habitants.

## Culture
La langue parlée à Mere Lava est le mwerlap. Le nombre de locuteurs de cette langue totalise environ 1 100 personnes, car aux habitants de Mere Lava s’ajoute la communauté vivant sur la côte est de Gaua.